# Liste der Studentenverbindungen in Genf
Die Liste der Studentenverbindungen in Genf verzeichnet die 4 aktiven und eine suspendierte Studentenverbindungen in Genf, welche unterschiedlichen Korporationsverbänden angehören.

## Liste
Die Sortierung erfolgt nach Gründungsdatum.
|  |
|  |
|  |

|  |
|  |
|  |

|  |
|  |
|  |

|  |
|  |
|  |

|  |
|  |
|  |